# Наука (телеканал, Україна)
«Наука» — український науково-популярний пізнавальний канал про досягнення науки.

## Опис
Телеканал присвячений унікальним розробкам, новим технологіям майбутнього і сьогодення, науковим відкриттям та інноваціям.
Завдання каналу — легко і доступно розповісти глядачам про світ наукових відкриттів, винаходів, досягнення і нові технології.

## Програми каналу
- Планета Земля
- Покоління
- Цікаво.com
- Як ми винайшли світ
- Квест
- Незвичайна наука
- Золота середина
- Мегаполіси
- Атака на Перл-Харбор
- Океан інновацій
- Британія: ІІ світова
- Загадки Всесвіту
- ІІ Світова: Апокаліпсис
- Наука здоров'я
- Оновлені міста
- Кольори
- Глобальна наука
- Планета інновацій
- Неможливе можливо
- Це дивовижно
- Паразити. Навала
- Танки. Великі битви
- Таємниці людського мозку
- Топ 10 загадок і таємниць
- Події
- Ті, хто створює майбутнє
- Космос. Новий рубіж
- Будуємо майбу
- Сила природи
- Омріяне життя Гаспаратнє
- Майстри стихій
- А ти знав
- Найбільші обмани в історії
- Дивовижне поруч
- Загадки планети Земля
- Ваш фантастичний розум
- Залізничні історії
- Таємниці Британського музею
- Погляд зсередини
- Найекстремальніші
- Ігри розуму
- Сучасні дива
- Кібервійни
- Спогади
- Шукачі скарбів
- Деталі
- Місія здійсненна
- Ілюзіоніст Бен Ерл
- Інспектори аномальних явищ
- Земні катаклізми
- Мозок
- Як це зроблено
- Морські чудовиська: Міфи і реальність
- Мистецтво простору
- Легендарні маяки Ірландії
- Секретно. Друга світова війна
- Допитливий розум
- Великі композитори
- Слідство ведуть екстрасенси
- Секретно. Холодна війна
- Ніколи не робіть цього вдома
- НЛО: Секретний архів
- Зона ризику
- Моя боротьба зі сміттям
- Світ завтрашнього дня сьогодні
- Хімічні елементи
- Технології поза законом
- Моя боротьба зі сміттям